# Archotermopsidae

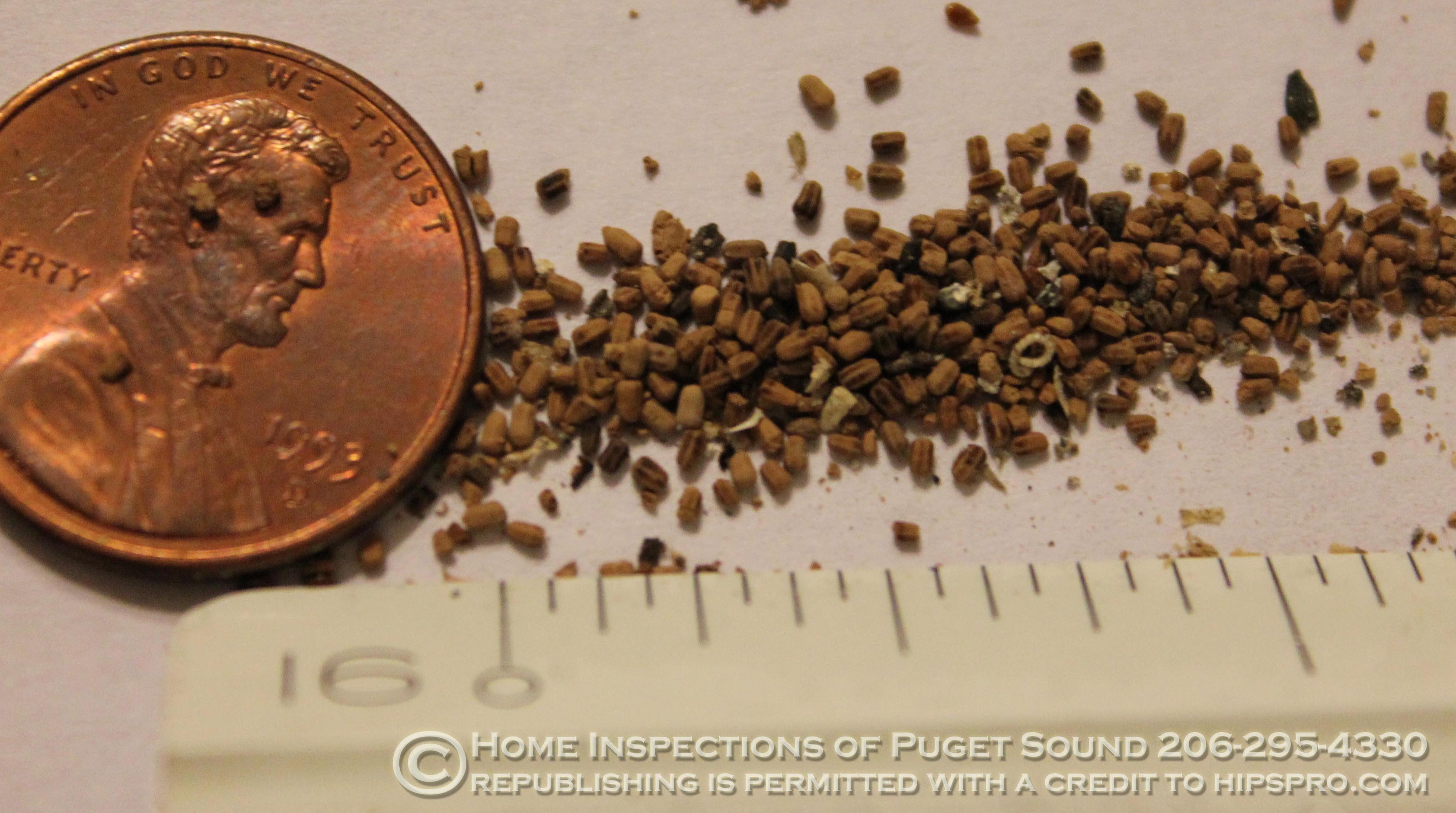
Экскременты Zootermopsis angusticollis играют важную роль в идентификации вредителя — (1/25 дюйма).

Archotermopsidae (лат.) — семейство термитов. Около 10 видов. Одна из базальных групп, которая ранее рассматривалась в составе семейства Termopsidae.

## Распространение
Ориентальная область, Палеарктика и Неарктика.

## Описание
Древесные термиты, у которых отсутствует настоящая каста рабочих (их заменяют псевдоэргаты и солдаты). Колонии мелкие, живут в мёртвой древесине. В кишечнике живут симбионтные простейшие организмы.
Оцеллии и фонтанеллы у имаго отсутствуют, а их лапки 5-члениковые; постклипеус плоский; церки 3-8-члениковые (у солдат — 4-7). Усики имаго самок и самцов и солдат 19-27-члениковые. Мандибулы солдат длинные, голова крупная и плоская, глаза рудиментарные.
Бесполое размножение в виде телитокического партеногенеза обнаружено у видов Zootermopsis angusticollis и Zootermopsis nevadensis.

## Систематика
Подсемейство включает 3 современных рода и предположительно относящиеся к нему два ископаемых рода. Ранее роды этой группы рассматривались в составе семейства Termopsidae (с ископаемым родом †Termopsis). Однако в дальнейшем было показано, что современные роды этой группы необходимо выделить в самостоятельную монофилетическую кладу Archotermopsidae. А семейство Termopsidae теперь считается филогенетически базальным не только к Archotermopsidae, но и, даже, к семейству Hodotermitidae (Engel et al. 2009; Engel, Grimaldi & Krishna, 2009; Krishna et al., 2013). Таксон был впервые выделен в 2009 году американским энтомологом Майклом Энджелом (США) с коллегами. Молекулярные исследования показали близкое родство двух родов этого семейства, Archotermopsis и Zootermopsis (Inward et al., 2007; Legendre et al., 2008).
В 2022 году род Hodotermopsis был выделен в отдельное семейство Hodotermopsidae, оставив в Archotermopsidae только два современных рода (Archotermopsis и Zootermopsis) и ископаемые.
- Archotermopsis Desneux, 1904 — 2 вида (восточная Палеарктика, Ориентальная область)
  - Archotermopsis wroughtoni (Desneux, 1904) — Афганистан, Китай, Пакистан, Индия (Кашмир)
    - = A. deodarae Chatterjee & Thakur, 1967
    - = A. radcliffei Radcliffe, 1904

  - Archotermopsis kuznetsovi Beljaeva, 2004 — Вьетнам
  - † Archotermopsis tornquisti Rosen, 1913 — Эоцен, Балтийский янтарь
- Zootermopsis Emerson, 1933 — 3 вида (Неарктика)[10][11][12]
  - Zootermopsis angusticollis (Hagen, 1858)
  - †Zootermopsis coloradensis (Scudder, 1883) — Олигоцен, Колорадо, США
    - =†Parotermes scudderi  Cockerell, 1913

  - Zootermopsis laticeps (Banks, 1906)
  - Zootermopsis nevadensis (Hagen, 1874)
- ?† Gyatermes
- ?† Parotermes Scudder, 1883 — Олигоцен, Колорадо, США
  - †Parotermes insignis Scudder, 1883

### Исключённые таксоны
С 2022 года в отдельном семействе Hodotermopsidae:
- Hodotermopsis Holmgren, 1911 — 1 современный вид (до 6 с синонимами — Ориентальная область, восточная Палеарктика) и 1 ископаемый
  - †Hodotermopsis iwatensis Fujiyama, 1983 — Миоцен, Япония
  - Hodotermopsis sjostedti Holmgren, 1911
    - = Hodotermopsis japonicus Holmgren, 1912
    - = Hodotermopsis orientalis Li et al, 1988[13]
    - = Hodotermopsis yui Li et al, 1988[13]
    - = Hodotermopsis dimorphus Zhu & Huang, 1991[14]
    - = Hodotermopsis fanjingshanensis Zhu & Huang, 1991[14]